# Хороидни плексус
Хороидни плексус, или plica choroidea, је плексус ћелија које настају из сваке од можданих комора. Хороидни плексус производи већину цереброспиналне течности (ЦСT) централног нервног система. ЦСT се производи и лучи у регионима хороидног плексуса. Хороидни плексус се састоји од модификованих епендималних ћелија које окружују језгро капилара и лабавог везивног ткива.

## Структура
Хороидни плексус се налази у вентрикуларном систему. Хороидни плексус се налази на одређеним локацијама у обе латералне коморе, као и у трећој комори и четвртој комори мозга. Хороидни плеxус се налази унутар менинга, мембранских облога које покривају и штите централни нервни систем. Код човека, менинга је састављена од три слоја познатог као тврда опна, паучинаста опна и мека опна. Хороидни плексус се може наћи у најситнијем слоју менинга, мекој опни. 
Хороидни плексус састоји се од крвних судова и специјализованог епителног ткива званог епендyма. Епендимске ћелије садрже пројекције сличне коси назване цилија и формирају слој ткива који окружује хороидни плексус. Цилије које се налазе између микровила су одговорне за покретање цереброспиналне течности. 
Епендимске ћелије такође постављају церебралне вентрикуле и централни канал кичмене мождине. Епендимске ћелије су врста ћелија нервног ткива назива неуроглија која помаже у производњи цереброспиналне течности.

## Функција
Хороидни плексус регулише производњу и састав цереброспиналне течности (ЦСТ), која обезбеђује заштиту за мозак. ЦСТ делује као медијум за систем глимфатичке филтрације који олакшава уклањање метаболичког отпада из мозга и размену биомолекула и ксенобиотика из мозга. На овај начин хороидни плексус има веома важну улогу у одржавању деликатног ванћелијског окружења које је потребно мозгу за оптимално функционисање.
Хороидни плексус је такође главни извор секреције трансферина који игра улогу у хомеостази гвожђа у мозгу.

## Клинички значај
Током развоја фетуса могу се формирати неке цисте хороидног плексуса. Ове цисте испуњене течношћу могу се открити детаљним ултразвуком у другом тромесечју. Налаз је релативно чест, са преваленцијом од ~1%. Цисте хороидног плексуса су обично изолован налаз. Цисте обично нестају касније током трудноће и обично су безопасне. Они немају утицаја на развој одојчади и раног детињства.
Цисте представљају ризик од феталне анеуплоидије од 1%. Ризик од анеуплоидије се повећава на 10,5-12% ако се уоче други фактори ризика или ултразвучни налази. Величина, локација, нестанак или напредовање, као и да ли се цисте налазе са обе стране или не, не утичу на ризик од анеуплоидије. Око 44-50% случајева Едвардсовог синдрома (тризомија 18) имаће цисте хороидног плексуса, као и 1,4% случајева Дауновог синдрома (тризомија 21). ~75% абнормалних кариотипова повезаних са цистама хороидног плексуса су тризомија 18, док је остатак тризомија 21.

### Остало
Постоје три степена типа тумора хороидног плексуса који углавном погађају малу децу. Ове врсте рака су ретке.

## Галерија
- Коронални пресек доњег рога латералне коморе.
- Хороидни плексус. Хистологија, увећано 40 пута.
- Хороидни плексус.
- Хороидни плексус.
- Хороидни плексус.